# Livia d'Arco

Stemma della famiglia D'Arco

Livia d'Arco (1565 – 1611) è stata un soprano italiana attiva sul finire del XVI secolo alla corte di Ferrara di Alfonso II d'Este.

## Biografia
Ella giunse al seguito di Margherita Gonzaga d'Este all'epoca del matrimonio di quest'ultima con Alfonso nel 1579. Era al tempo giovanissima in quanto appena quindicenne. Livia era figlia di un nobile, di livello minore, della corte mantovana, e fu inviata alla corte di Ferrara per via delle sue elevate doti musicali. Nella città degli Estensi fece parte di una cerchia di celebri cortigiane e conobbe il cardinale Luigi d'Este, di cui divenne amante. Quando giunse a Ferrara studiò viola con Luzzasco Luzzaschi ed Ippolito Fiorini. Dopo alcuni anni di studio si unì a Laura Peverara, Tarquinia Molza e Anna Guarini a formare il Concerto delle donne; la prima fonte certa della sua presenza in questa formazione è del 1582. Come per gli altri membri del Concerto, vennero scritti poemi a lei dedicati, specialmente da Torquato Tasso e Angelo Grillo, quest'ultimo sotto lo pseudonimo di Livio Celiano. Nel 1585 sposò il conte Alfonso Bevilacqua.